# Двузубый коршун
Двузубый коршун (лат. Harpagus bidentatus) — вид хищных птиц из семейства ястребиных (Accipitridae). Распространены в Мексике, Центральной Америке, на севере и востоке Южной Америки.

## Подвиды и распространение
Выделяют два подвида:
- H. b. fasciatus Lawrence, 1869 — от юга Мексики до запада Колумбии и Эквадора
- H. b. bidentatus (Latham, 1790) — от востока до Боливии и востока Бразилии

## Описание

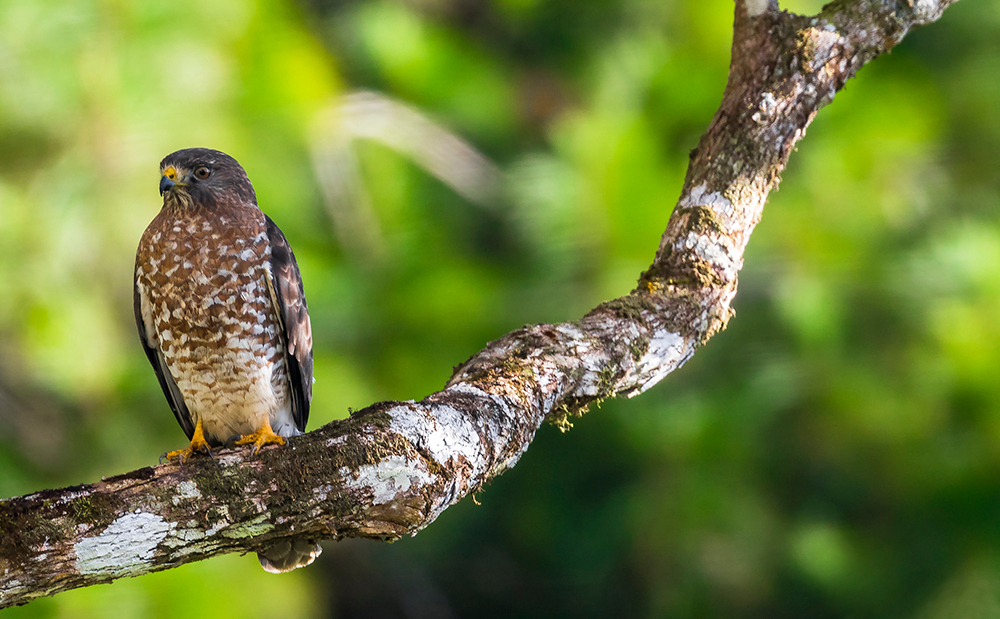

Двузубый коршун — маленький коршун с длиной тела от 29 до 35 см,  размахом крыльев от 60 до 72 см, с длинным хвостом и короткими ногами. Самцы весят от 160 до 200 г, а самки — от 190 до 230 г. Видовое название дано из-за похожих на зубы выемок на краю надклювья. Половой диморфизм в окраске оперения не выражен, хотя окраска самок более насыщенная. Взрослые особи обоих подвидов имеют тёмно-серую голову и белое горло, по центру которого проходит тёмная полоса. Верхняя часть тела светло-серая, а хвост черноватый с тремя сероватыми полосами и серым кончиком. Радужная оболочка красная, клюв чёрный, восковица зеленовато-жёлтая, а ноги и ступни — жёлтые. У номинативного подвида рыжеватая грудь, рыжеватое брюхо с серыми и беловатыми полосами, которые иногда переходят на нижнюю часть груди; кроющие перья подхвостья белого цвета; нижняя часть крыльев с чёрно-белыми полосами. У взрослых особей подвида H. b. fasciatus нижняя часть тела похожа на таковую номинативного подвида, но рыжеватые части более бледные и менее обширные. Незрелые особи обоих подвидов имеют тёмно-коричневую верхнюю часть тела и беловато-желтоватую нижнюю часть с яркими вертикальными коричневыми прожилками.
Вокализация представлена короткими звуками «tsip-tsip-tsip-tsip» или протяжными «wheeeoooip» и «wheeeooo». Также описаны односложные и двухсложные свистящие позывки, которыми обмениваются особи в паре «see-weeeeep» или «chee-weet». 

## Места обитания и биология
Двузубый коршун обитает в субтропических и тропических лесах, обычно под пологом леса на высоте до 1500 метров над уровнем моря. Реже встречается на лесных опушках и полянах, во вторичных лесах и редколесьях.
Двузубый коршун в основном охотится с присады в глубине леса. Хватает добычу непосредственно с растительности, реже в полёте, и редко с земли. Основу рациона составляют насекомые (бабочки, цикады, настоящие кузнечики, саранчовые, жуки, осы, гусеницы и тараканы) и мелкие позвоночные (в основном анолисы и гекконы, но также игуаны, летучие мыши, птицы, грызуны и змеи). В составе рациона насекомые доминируют по численности, а позвоночные — по биомассе. Часто следует за группами обезьян, птичьими стаями и, возможно, кочевыми муравьями в поисках потенциальной добычи, которую они потревожат.
Сезон размножения двузубого коршуна широко варьируется на протяжении очень большого ареала, но, как правило, приходится на весну и начало лета. Во время ухаживания коршуны совершают демонстрационные полеты над кроной деревьев; самцы также кормят самок. Самки сооружают гнездо в виде блюдца из маленьких веточек в развилке дерева на высоте 33 м над землей, иногда с помощью самца. Гнезда часто находятся на опушке леса. В кладке одно—два яйца, которые высиживает почти исключительно самка. Инкубационный период составляет от 42 до 45 дней. Птенцы оперяются обычно через 27—31 день после вылупления, а становятся самостоятельными примерно через два месяца после оперения.